# Tessuto (biologia)

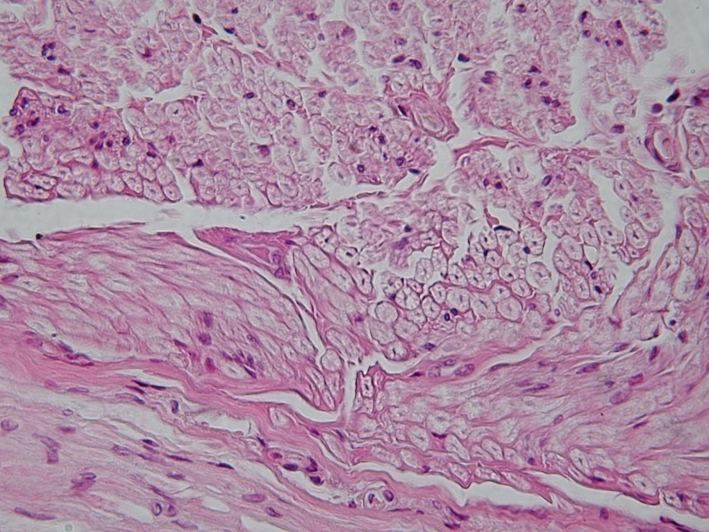
Esempio di tessuto animale: tessuto nervoso

Un tessuto, in biologia, definisce un insieme di cellule, strutturalmente simili, associate per funzione: costituisce un livello superiore di organizzazione cellulare, deputato a svolgere un ruolo determinante all'interno di un organismo, e presente solo negli animali e nelle piante, pur se in forma solo abbozzata o elementare in parazoi, placozoi, mesozoi e nelle briofite.
Negli animali a organizzazione superiore, spesso più tessuti diversi si associano tra di loro a formare strutture ulteriormente organizzate, gli organi; un tessuto può essere un solido, ma ugualmente un liquido: il sangue e la linfa, circolante nel sistema linfatico degli animali, (e quindi non la linfa vegetale, acellulare) sono anch'essi, dal punto di vista anatomico, tessuti.

## Generalità
La scienza che studia i tessuti è chiamata istologia, ed è un'importante branca della medicina e della biologia. Lo studio dei tessuti a scopo prettamente diagnostico, invece, prende il nome di anatomia patologica.
Lo strumento classicamente più utilizzato per studiare i tessuti è il microscopio ottico; in tempi recenti, tuttavia, si è andato affermando sempre di più l'uso del microscopio elettronico, dell'immunochimica (l'utilizzo di anticorpi appositamente trattati che si legano ai diversi componenti cellulari, permettendone l'identificazione), e di tecniche di biologia molecolare e di genetica.

## Tessuti animali
Esistono quattro tipi fondamentali di tessuti presenti in tutti gli animali, dall'uomo ai più semplici invertebrati (esclusi poriferi e placozoi in cui mancano il tessuto nervoso e quello muscolare). Questi tessuti sono a loro volta suddivisi in sotto-tipi, più specializzati, e, negli animali superiori, vanno a costituire i diversi organi. 
I quattro tessuti fondamentali sono:
- il tessuto epiteliale, costituito da cellule strettamente ammassate e connesse tra loro, che costituisce il rivestimento di tutte le superfici esterne e interne del corpo, dei vasi sanguigni, e che forma le ghiandole.
- il tessuto connettivo, costituito da cellule di forma varia, caratterizzate dalla presenza di un'abbondante sostanza intercellulare (o matrice extracellulare) tra di esse. Come suggerisce il nome, la funzione primaria di questo tessuto è quella di connettere, sia strutturalmente sia funzionalmente, i tessuti e gli organi. Il tessuto connettivo si differenzia in numerosi sotto-tipi, che esplicano a loro volta funzioni molto varie. Tra questi ci sono: il tessuto cartilagineo, il tessuto osseo, il tessuto adiposo, il tessuto lasso, il tessuto fibroso e il tessuto trofico (sangue e linfa). Il tessuto osseo forma le ossa, che concorrono a costituire lo scheletro dei vertebrati, svolgendo una funzione di sostegno del corpo, di protezione degli organi vitali (come nel caso della cassa toracica) e permettendo, insieme ai muscoli, il movimento. All'interno di esso, oltre ai normali processi di crescita, avviene tutta una serie di altri processi tipici della materia vivente, come l'assunzione di materiale come fonte di nutrimento e la rimozione dei prodotti di rifiuto. Il tessuto osseo è costituito prevalentemente da cellule ossee chiamate osteociti, da fibre di collagene (sostanza cementante) e sali minerali (fosfato di calcio, carbonato di calcio e fosfato di magnesio).
- il tessuto muscolare, costituito da cellule contenenti numerosi filamenti contrattili, capaci di scorrere fisicamente gli uni sugli altri e di cambiare la forma delle cellule stesse. Il meccanismo di contrazione è basato sullo scorrimento di filamenti costituiti da due tipi di proteine: l'actina e la miosina. Il tessuto muscolare permette il movimento dell'organismo e la contrazione involontaria di diversi organi o apparati. Esso si divide in tre sotto-tipi: il muscolo striato (o scheletrico), il muscolo liscio e il muscolo cardiaco.
- il tessuto nervoso, costituito sia da cellule ricche di prolungamenti e facilmente eccitabili (i neuroni), capaci di ricevere e ritrasmettere gli impulsi nervosi, sia da cellule di più varia forma e funzione, le cellule della glia (o nevroglia). Insieme, queste cellule costituiscono il cervello e il sistema nervoso.

## Tessuti vegetali
I tessuti vegetali si distinguono in cinque tipi fondamentali:
- il tessuto tegumentale, che ha funzioni di rivestimento e di protezione;
- il tessuto parenchimatico, che è il più diffuso e svolge sia funzioni di sostegno sia di nutrimento per l'intera pianta;
- il tessuto vascolare, che permette il trasporto a breve e a lunga distanza delle soluzioni e dei nutrienti all'interno della pianta, ed è costituito da due sottotipi: lo xilema e il floema;
- il tessuto meccanico, che permette il sostegno della pianta;
- il tessuto secretore, che permette l'escrezione di determinate sostanze.